# Витюгов, Никита Кириллович
Ники́та Кири́ллович Витюго́в (род. 4 февраля 1987, Ленинград) — английский и российский шахматист, гроссмейстер (2007). Победитель командного чемпионата мира в составе команды России (2010, 2013). Чемпион России (2021).

## Карьера
Витюгов играет в шахматы с пяти лет. Впервые шахматы Никите показал его дед, игравший в силу перворазрядника. Он же принимает активное участие в его дальнейшей судьбе. В 10 лет Витюгов стал кандидатом в мастера, занимаясь у Алексея Михайловича Юнеева. Следующая шахматная вершина покорилась петербуржцу не скоро — лишь в 18 лет Витюгову присваивают звание международного мастера, а уже через год он выполняет все гроссмейстерские нормы и получает высшее шахматное звание.
В 2003-м году Витюгов поступил на исторический факультет Санкт-Петербургского государственного университета, но, ввиду нехватки времени на занятия шахматами, он вынужден оставить учёбу там. Окончив два курса, он переводится в ФИНЭК, за команду которого и выступает в российской лиге.
В 2004-м году Витюгов делит 2-3 место на мемориале Чигорина в Санкт-Петербурге. В 2005-м завоёвывает золотую медаль на чемпионате России среди юношей до 18 лет. Вице-чемпион мира до 20 лет (2006), победитель Высшей лиги чемпионата России среди мужчин (2007). Обладатель Кубка России 2008. Многократно участвовал в суперфиналах чемпионата России. В 2006 — 11-е место, в 2007 — 6-е, в 2008 — делёж 4—6-го мест, в 2009 — 3-е место, в 2013 — 3-е место. В 2019 -  2-е место (дележ 2-4). В составе сборной России по шахматам чемпион мира 2010.
В составе команды "1 Novoborský ŠK" победитель командных чемпионатов Чехии 2009 / 2010, 2010 / 2011, 2011 / 2012, 2013 / 2014, 2014 / 2015, 2015 / 2016, 2016 / 2017, 2017 / 2018 гг., бронзовый призёр командного чемпионата Чехии 2018 / 2019 гг.
Входил в состав команды Яна Непомнящего при подготовке к матчу за звание чемпиона мира 2023.

## Книги
- Французская защита. Репертуар за черных. — СПб.: Соловьёв Сергей Николаевич, 2010. — 224 с. — ISBN 978-5-903609-12-3.
- Французская защита. Полный репертуар. — СПб.: Соловьёв Сергей Николаевич, 2012. — 352 с. — ISBN 978-5-903609-24-6.